# Oskar Sørensen
Oskar Sørensen (* 4. Juni 1898 in Bergen; † 25. August 1987 in Oslo) war ein norwegischer Goldschmied, Industriedesigner und Hochschullehrer. Er wurde vor allem für seine Arbeit für die Firmen J. Tostrup und Nordisk Aluminiumindustri sowie seine Lehrtätigkeit an der Norwegischen Schule für Handwerk und Design (Statens håndverks- og kunstindustriskole) bekannt.

## Leben und Werk

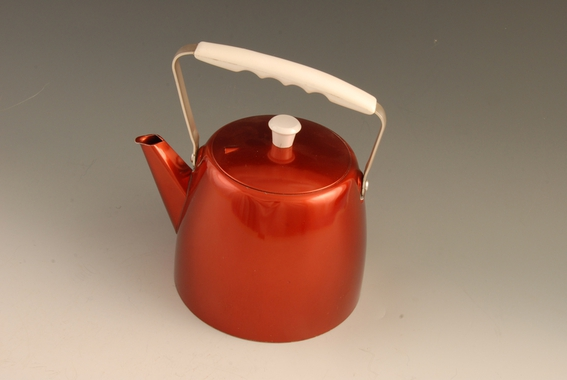
Wasserkessel von Oskar Sørensen für Nordisk Aluminiumindustri, 1960 bis 1965

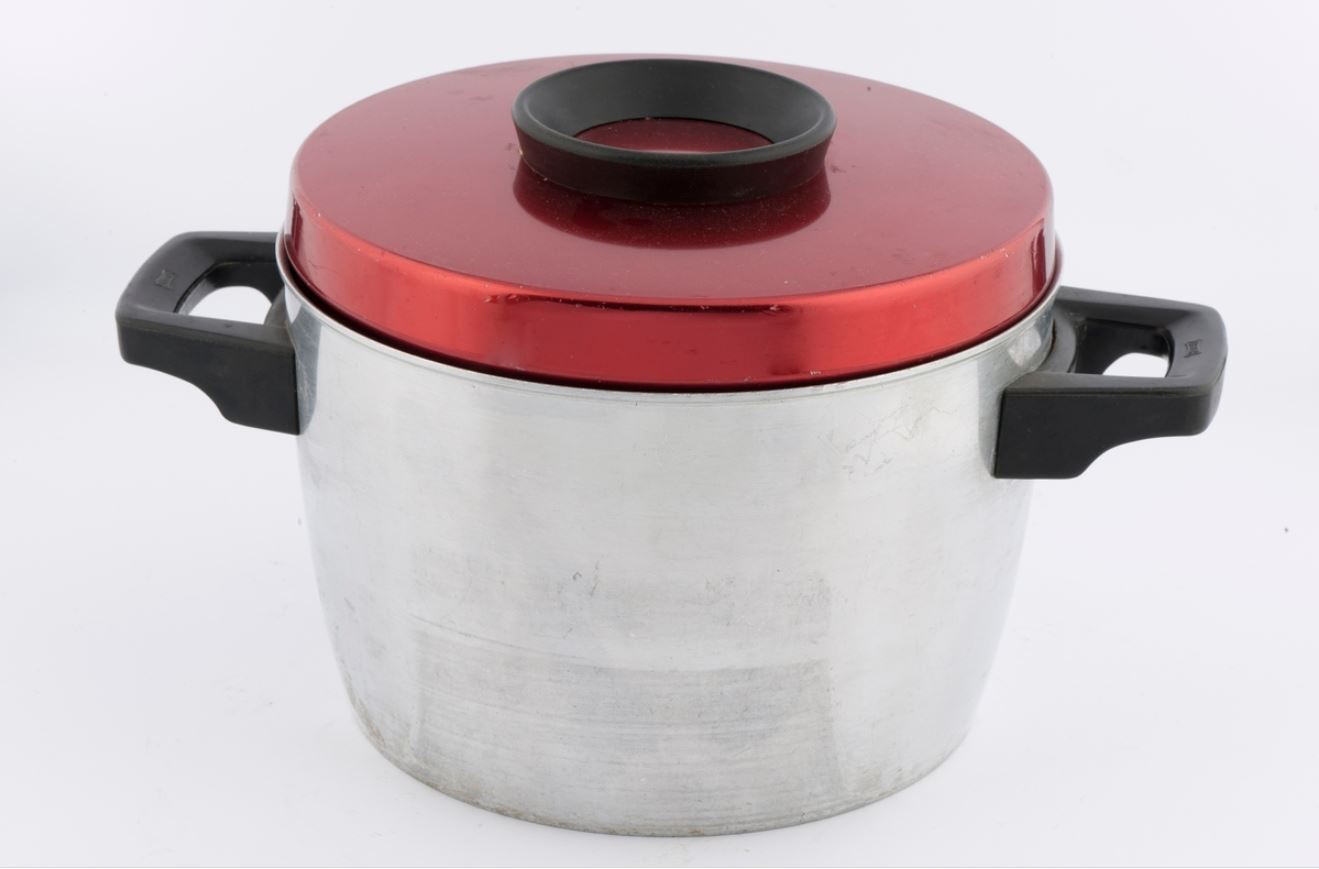
Kochtopf von Oskar Sørensen für Nordisk Aluminiumindustri, 1964

Sørensen erhielt seine handwerkliche Ausbildung zwischen 1915 und 1919 bei der Goldwerkstatt Hammers in Bergen. An der Norwegischen Schule für Handwerk und Design war er Schüler von Jacob Tostrup Prytz. An dieser Schule unterrichtete Sørensen bereits früh eine Ziselier-Klasse. Die enge Zusammenarbeit mit Prytz setzte sich auch nach seiner Schulzeit fort, als Sørensen ab 1922 Formgestalter bei der Goldschmiedefirma J. Tostrup wurde. Seine Arbeiten aus den 1920er Jahren zeigen den Einfluss von Prytz. Hier entwarf er zahlreiche Emaillearbeiten mit straffen Formen und klaren Farben. In den 1930er Jahren wurden die Formen weicher, waren aber immer noch von den geometrischen Formen des Funktionalismus geprägt. Zu seinem Hauptwerk aus dieser Zeit Jahren gehört ein Silberkug in Form eines Vogels. „Das Dekorative“ war ein wichtiges Element in Sørensens Arbeiten.
Nach dem Ende seiner Tätigkeit bei J. Tostrup 1957 entwarf er unter anderem eine Reihe von teils eloxierten Töpfen und Pfannen, die in Holmestrand von Nordisk Aluminiumindustri für die Marke Høyang hergestellt wurden. 1967 erhielt er für diese Arbeit den Preis für gutes Design (Merket for god design). Von 1957 bis 1965 lehrte er Goldschmiedekunst an der Norwegischen Schule für Handwerk und Design. Oskar Sørensen gilt als einer der wichtigsten norwegischen Goldschmiede des 20. Jahrhunderts. Er verstarb 1987 in Oslo.